# Рейм, Мартин
|обновление данных о тренере = 13.07.2022
}}
Ма́ртин Рейм (эст. Martin Reim; 14 мая 1971, Таллин, СССР) — эстонский футболист, полузащитник. Рекордсмен сборной по числу проведённых за неё встреч (157 игр).

## Карьера
Большую часть своей карьеры Мартин Рейм провёл в «Флоре», в составе которой он неоднократно становился чемпионом, обладателем Кубка и Суперкубка страны. В 1995 году полузащитник был признан лучшим футболистом года в Эстонии.
За сборную Эстонии Рейм выступал на протяжении 17 лет. Всего за неё он сыграл 157 раз и забил 14 мячей. По числу проведённых за национальную команду Мартин Рейм занимает 3-е место. Впереди него расположились только латыш Виталий Астафьев (167 игр) и испанец Икер Касильяс (160 игр).
После завершения своей карьеры Рейм в течение двух лет тренировал «Флору». Он дважды приводил её к титулу чемпиона страны, а также выигрывал с ней национальный Кубок и Суперкубок.
С 2012 по 2016 год Мартин Рейм был главным тренером молодёжной сборной Эстонии по футболу.
В Виймси бывший футболист имеет собственную футбольную школу имени Мартина Рейма, рассчитанную на 350 ребят.
14 сентября 2016 года был назначен главным тренером сборной Эстонии, а в июне 2019 года ушёл в отставку.
11 ноября 2019 года возглавил эстонский клуб «ФКИ Левадия».
16 февраля 2021 года возглавил сборную Эстонии U19. В марте 2021 года временно исполнял обязанности главного тренера национальной сборной, так как швейцарский рулевой команды Томас Хэберли и 15 игроков оказались вне игры из-за коронавируса.
С 1 июля 2024 года возглавил женскую сборную Эстонии среди игроков не старше 23-х лет.

## Достижения

### В качестве футболиста
Флора
- Чемпион Эстонии: 1993/94, 1994/95, 1997/98, 2001, 2002, 2003
- Обладатель Кубка Эстонии: 1994/95, 1997/98, 2007/08, 2008/09
- Обладатель Суперкубка Эстонии: 1998, 2002, 2003, 2004

### В качестве тренера
Флора
- Чемпион Эстонии: 2010, 2011
- Обладатель Кубка Эстонии: 2010/11
- Обладатель Суперкубка Эстонии: 2011, 2012

### Государственные награды
- Кавалер ордена Белой звезды 5 класса (Эстония, 2011 год)[12]
- Медаль Эстонского олимпийского комитета (2021)[13]